# アレキサンダー (映画)
『アレキサンダー』（Alexander）は、2004年のアメリカ合衆国の歴史映画。監督はオリヴァー・ストーン、出演はコリン・ファレル、アンジェリーナ・ジョリー、アンソニー・ホプキンスなど。紀元前4世紀のマケドニア王アレクサンドロス3世（アレクサンダー大王）の生涯を描く伝記映画。

## ストーリー
アレキサンダー大王が亡くなってから40年後、その臣下であったプトレマイオス1世は、アレキサンダーの生涯について記録を残そうとしていた。
紀元前356年にマケドニア王フィリッポスと母オリンピアスの間にアレキサンダーは生まれる。息子を王にすることだけに情熱を燃やす母と、権力を奪われることを恐れる父は絶えず争う。両親の愛に飢えたアレキサンダーは、ヘファイスティオンら同年代の友人との友情に心の平穏を見出していた。やがて何者かにより父王が暗殺される。突然、マケドニア王になった20歳のアレキサンダーは、ギリシア、そして西アジア全域に進軍して圧勝し、24歳でエジプトの王となると、ペルシア帝国への遠征を開始する。
紀元前331年に世界最強と言われたペルシア帝国を滅亡させると、東西融合政策の方針のもと、その軍隊を東へと進め、まさに移動する帝国となる。
アジア侵攻の途中で、アレキサンダーは母の忠告にもかかわらず、バクトリアの王女ロクサネを第一夫人に迎える。アジア人との結婚を将軍たちは激しく批判し、軍隊の間に不満が蓄積し始める。アレキサンダーは仲間に命を狙われるようになり、不満分子を粛清しながら遠征をし続ける。
次第に孤立していくアレキサンダーはついにインドの地を踏むが、バビロンに戻って新たな遠征計画に取り掛かった頃、32歳の若さで謎の突然死を遂げる。

## キャスト
※括弧内は日本語吹替
- アレキサンダー: コリン・ファレル（浪川大輔）
  - 少年時: コナー・パオロ
- オリンピアス: アンジェリーナ・ジョリー[注 1]（塩田朋子）
- フィリッポス: ヴァル・キルマー（菅生隆之）
- プトレマイオス: アンソニー・ホプキンス（稲垣隆史）
  - 青年時: エリオット・コーワン
- ヘファイスティオン: ジャレッド・レト（内田岳志）
- ロクサネ: ロザリオ・ドーソン（もたい陽子）
- カッサンドロス: ジョナサン・リース＝マイヤーズ（藤井啓輔）
- クレイトス: ゲイリー・ストレッチ（水内清光）
- アリストテレス: クリストファー・プラマー（永田博丈）
- フィロタス: ジョセフ・モーガン
- ペルディッカス: ニール・ジャクソン（英語版）
- ダレイオス3世: ラズ・デガン（英語版、ヘブライ語版）
- パルメニオン: ジョン・カヴァナー
- アッタロス: ニック・ダニング（英語版）
- アンティゴノス: イアン・ビーティー（英語版）
- クラテロス: ロリー・マッキャン

## 作品の評価

### 映画批評家によるレビュー
Rotten Tomatoesによれば、207件の評論のうち高評価は16%にあたる33件のみで、平均点は10点満点中4点、批評家の一致した見解は「3時間近くもある、この退屈で、語りの多すぎる、感情移入できない伝記映画は、アレキサンダーの人生を照らし出すことに失敗している。」となっている。
Metacriticによれば、42件の評論のうち、高評価は8件、賛否混在は16件、低評価は18件で、平均点は100点満点中39点となっている。

### 受賞歴
| 賞                           | 部門           | 対象者                                                               | 結果       |
| ---------------------------- | -------------- | -------------------------------------------------------------------- | ---------- |
| 第25回ゴールデンラズベリー賞 | 最低作品賞     |                                                                      | ノミネート |
| 第25回ゴールデンラズベリー賞 | 最低監督賞     | オリヴァー・ストーン                                                 | ノミネート |
| 第25回ゴールデンラズベリー賞 | 最低脚本賞     | オリヴァー・ストーン クリストファー・カイル レータ・カログリディス   | ノミネート |
| 第25回ゴールデンラズベリー賞 | 最低主演男優賞 | コリン・ファレル                                                     | ノミネート |
| 第25回ゴールデンラズベリー賞 | 最低主演女優賞 | アンジェリーナ・ジョリー ※『テイキング・ライブス』での演技と合わせて | ノミネート |
| 第25回ゴールデンラズベリー賞 | 最低助演男優賞 | ヴァル・キルマー                                                     | ノミネート |